# Euchloe ausonia
Eastern Dappled White (Euchloe ausonia) là một loài bướm ngày Á-Âu và châu Âu, được tìm thấy chủ yếu ở phía nam và đông.
Sải cánh dài 36–48 mm. Trong hầu hết các vùng phân bố của nó, có 2 lứa một năm. Con trưởng thành bay từ đầu tháng 3 đến đầu tháng 7. Ở các khu vực rất khô và vùng núi, chỉ có một lứa mỗi năm.
Ấu trùng ăn hoa và quản non của các loài Sinapis arvensis, Isatis tinctoria, Isatis glauca, Aethionema saxatile, Iberis sempervirens, Biscutella mollis, Biscutella laevigata, Bunias erucago và Aurinia saxatilis.

## Các phụ loài
Có 3 phụ loài Euchloe ausonia, Euchloe crameri và Euchloe simplona có mối quan hệ rất gần nhau. Một số tác giả cho rằng các loài này là phức hợp, liên loài Euchloe ausonia. Đôi khi Euchloe naina cũng được xếp vào nhóm này, nhưng vị trí của nhóm này là phụ loài của Euchloe simplonia. Do còn nhiều tồn tại về phân loại, một số phụ loài là không rõ ràng. Các phụ loài trong loài này gồm:
- Euchloe ausonia maxima Verity, 1925 (Crimea)
- Euchloe ausonia graeca (Verity, 1925) (Hy Lạp, miền nam Siberia)
- Euchloe ausonia pulverata (Christoph, 1884) (Tien Shan)
- Euchloe ausonia volgensis Krulikovsky, 1897 (southern Russia)
- Euchloe ausonia melisande Frühstorfer, 1908 (Jordan)

## Hình ảnh

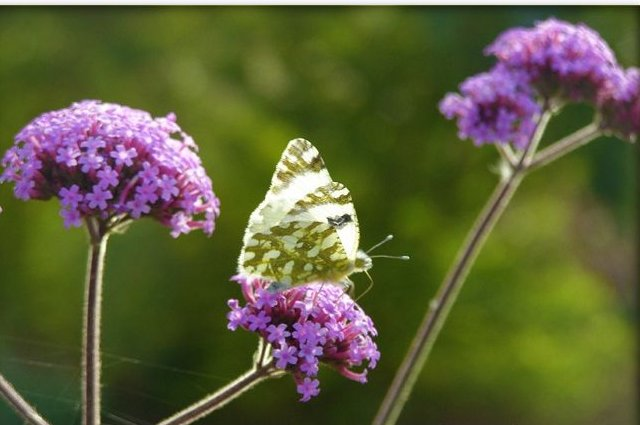
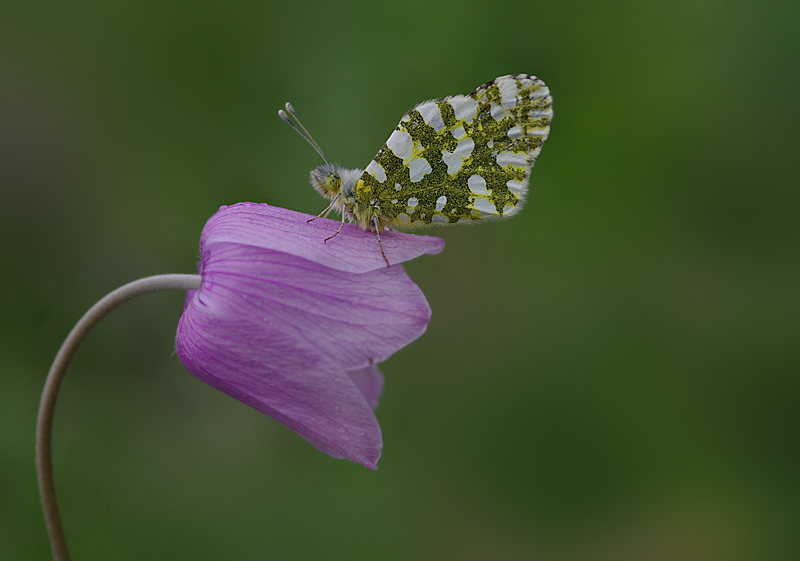